# Clase Sverdlov
El Proyecto 68bis, designación OTAN clase Sverdlov, fue el último crucero convencional construido por la Armada Soviética. 14 buques fueron construidos antes de que fuera paralizada su construcción al ser considerados obsoletos frente a buques armados con misiles guiados.Un total de 25 naves en dos lotes (Proyecto 68bis y Proyecto 68bis-ZIF) fueron proyectados aunque solo se finalizó el primer lote íntegro y del segundo lote nueve buques fueron iniciados pero ninguno finalizado. 

## Diseño
Estos buques fueron una versión alargada y mejorada de los cruceros de la clase Chapayev. Llevaban el mismo armamento principal de 152 mm, motores y blindaje que sus predecesores, pero les fueron agrandados sus depósitos de combustibles para una mayor autonomía, un casco más fuerte, aumentada la artillería antiaérea y sistemas de radar fueron sus principales mejoras.

## Buques
- Proyecto 68bis

| Nombre             | Iniciado                | Botado                   | Asignado                | Baja               |
| ------------------ | ----------------------- | ------------------------ | ----------------------- | ------------------ |
| Sverdlov           | 15 de octubre de 1949   | 5 de julio de 1950       | 15 de mayo de 1952      | 30 de mayo de 1989 |
| Dzerzhinskiy       | 21 de diciembre de 1948 | 31 de agosto de 1950     | 18 de agosto de 1952    |                    |
| Ordzhonikidze      | 19 de octubre de 1949   | 17 de septiembre de 1950 | 18 de agosto de 1952    |                    |
| Zhdanov            | 11 de febrero de 1950   | 27 de diciembre de 1950  | 31 de diciembre de 1952 |                    |
| Alexandr Nevskiy   | 30 de mayo de 1950      | 7 de junio de 1951       | 31 de diciembre de 1952 |                    |
| Admiral Nakhimov   | 27 de junio de 1950     | 29 de junio de 1951      | 27 de marzo de 1953     |                    |
| Admiral Ushakov    |                         |                          |                         |                    |
| Admiral Lazarev    |                         |                          |                         |                    |
| Alexandr Suvorov   |                         |                          |                         |                    |
| Admiral Senyavin   |                         |                          |                         |                    |
| Mikhail Kutuzov    |                         |                          |                         |                    |
| Dmitriy Pozharskiy |                         |                          |                         |                    |
| Molotovsk          |                         |                          |                         |                    |
| Murmansk           |                         |                          |                         |                    |

- Proyecto 68bis-ZIF

| Nombre           | Iniciado | Botado | Notas         |
| ---------------- | -------- | ------ | ------------- |
| Kronshtadt       |          |        | no completado |
| Tallin           |          |        | no completado |
| Varyag           |          |        | no completado |
| Scherbakov       |          |        | no completado |
| Koz`ma Minin     |          |        | no completado |
| Dmitriy Donskoy  |          |        | no completado |
| Sin nombre       |          |        | no completado |
| Admiral Kornilov |          |        | no completado |
| Sin nombre       |          |        | no completado |
| Arkhangelsk      |          |        | no completado |
| Vladivostok      |          |        | no completado |

## Modernizaciones
Modernizaciones realizadas
- Proyecto 68A
- Proyecto 68U1 Bukhta-1
- Proyecto 68U2 Bukhta-2
- Proyecto 70E
- Proyecto 68E
- Proyecto 68ER
- Proyecto 68EP

Modernizaciones no finalizadas
- Proyecto 70

Mejoras no realizadas
- Proyecto 64
- Proyecto 67
- Proyecto 67bis
- Proyecto 67SI
- Proyecto 68bis-VVS
- Proyecto 68bis-SM-16
- Proyecto 71
- Proyecto 1131

- Datos: Q2001742
- Multimedia: Sverdlov class cruiser / Q2001742